# Ernst Ocwirk
Ernst Ocwirk (Bécs, 1926. március 7. – Klein-Pöchlarn, 1980. január 23.) osztrák labdarúgó-középpályás, edző.
Az osztrák válogatott színeiben részt vett az 1948. évi nyári olimpiai játékokon és az 1954-es labdarúgó-világbajnokságon.